# أندور (مسلسل)
أندور (بالإنجليزية: Andor) هو مسلسل أمريكي من تأليف توني جيلروي عُرض على ديزني+. تدور أحداث المسلسل 5 سنوات قبل أحداث فيلم روج ون: قصة من حرب النجوم. المسلسل من بطولة دييغو لونا، ستيلان سكارسغارد،أدريا أرخونا وفيونا شو. عُرض المسلسل في 2022 ويتكون من 12 حلقة.